# 网络空间作战司令部
网络空间作战司令部（越南语：／），简称86号司令部，越南国防部下属单位，协助国防部履行国家管理职能，维护国家对网络空间和信息技术的主权。

## 历史
网络空间作战司令部的前身为越南人民军总参谋部下属的通信技术局（越南语：／），2018年1月8日挂牌成立。2018年3月30日，管理权自总参谋部移交国防部。